# 鶴来バイパス
鶴来バイパス（つるぎバイパス）は、白山市（旧松任市）乾町から白山町に至る国道157号のバイパス道路である。
このバイパスは野々市市横宮町から白山市（旧鶴来町）白山町間の交通量が多く狭小区間で事故が多いため、これらの問題点の解消を目的に計画された（同区間は1997年県道に格下げされた）。

## 概要
- 起点：石川県白山市乾町
- 終点：石川県白山市白山町
- 延長：13.2km
- 車線数：2車線（白山市乾町 - 安養寺町間は4車線）
- 管理者：金沢河川国道事務所

## 歴史
- 1974年 鶴来バイパス事業化
  - ただし、安養寺南交差点～井ノ口町北交差点の区間は既に（鶴来町の）町道として1960年代後半から1970年代前半にかけて農免道路として整備済みの区間。
- 1980年 鶴来町井ノ口-明島町（現在の白山市井ノ口町北 - 明島町）間が供用開始
- 1981年 鶴来町明島町-明島南間が供用開始
  - この頃に安養寺南交差点～井ノ口町北交差点の区間の規格変更に伴う用地買収と改良工事、信号機の更新（知気寺交差点）が行なわれる。
- 1982年 鶴来町明島南-鶴来町天狗橋詰間が供用開始
- 1983年 鶴来町安養寺-白山町（現在の白山市安養寺町 - 白山町）間の10.1km供用開始
  - 上記区間は、同年に津幡町で開催された第35回全国植樹祭の際、県林業試験場（三宮町）がお手蒔き会場となったのに合わせ整備された区間でもある。実際に新規開通したのは安養寺北～安養寺南、天狗橋詰～白山町南の区間。
- 1993年 松任市乾町-鶴来町安養寺（現在の白山市乾町 - 安養寺町）間の2.1km供用開始

## 接続道路
- 国道8号（白山市乾町）
- 石川県道190号矢作松任線（白山市長竹町）
- 石川県道189号額谷三浦線（野々市市清金、末松）
- 石川県道22号金沢小松線（白山市安養寺町）
- 石川県道58号鶴来美川インター線（白山市七原町、知気寺町）
- 石川県道105号松任鶴来線（白山市明島町）
- 石川県道103号鶴来水島美川線（白山市明島町）
- 石川県道4号小松鶴来線（白山市鶴来大国町）
- 石川県道179号野々市鶴来線（白山市白山町）
- 石川県道44号小松鳥越鶴来線（白山市白山町）
- 金沢外環状道路（白山市乾町）

## 通過市町村
- 石川県
  - 白山市 - 野々市市 - 白山市